# The Church
The Church (рус. Церковь) — австралийская рок-группа, основанная в 1980 году вокалистом и басистом Стивом Килби (англ. Steve Kilbey), гитаристом Питером Коппсом (англ. Peter Koppes) и барабанщиком Ником Уордом (англ. Nick Ward).

## История

### Первые годы и первый альбом (1980—1981)
Начиная с 1970-х годов, Стив Килби и Питер Коппс играли в различных глэм-рок-группах в Канберре. В апреле 1980 года совместно с барабанщиком Ником Уордом они основали группу и начали исполнять песни. Позднее Марти Уиллсон-Пайпер присоединился к участникам, и группа была названа «The Church». Утверждалось, что название было выбрано потому, что не использовалось, но позднее выяснилось, что, исходя из религиозных интересов Килби, такой выбор мог быть менее случайным. Поначалу лишь Питер Коппс был полностью профессиональным музыкантом, тогда как Килби был начинающим бас-гитаристом, а Уиллсон-Пайпер всё ещё находился в поиске подходящего стиля игры на гитаре.
Спустя некоторое время был записан демоальбом, состоящий из 4 песен. Благодаря связям Килби, оставшимся со времён его участия в группе «Baby Grande», участникам удалось отправить кассету с записью на австралийский лейбл «ATV Northern». Песня «Chrome Injury» привлекла внимание издателя Криса Гилби, который незадолго до этого сформировал звукозаписывающую компанию в ассоциации с австралийским «EMI Records» и восстановил лейбл «Parlophone» как свой собственный. Крис побывал на репетиции группы и впоследствии помог участникам, купив Марти Уиллсону-Пайперу 12-струнную гитару «Rickenbacker» и предоставив Питеру Коппсу гитарный эффект «Echolette» типа «tape delay». Вскоре группа заключила контракт на запись первого альбома, но из четырёх песен с демоальбома лишь «Chrome Injury» была включена в официальное издание.

## Участники группы

### Действующий состав
- Стив Килби — бас-гитара, вокал, автор песен (с 1980)
- Йен Хауг — гитара (с 2013)
- Питер Коппс — гитара (с 1980)
- Тим Поулс — барабаны

### Бывшие участники группы
- Ник Уорд — барабаны (1980—1981)
- Ричард Плуг — барабаны (1981—1990)
- Джей Ди Доэрти — барабаны (1990—1993)
- Марти Уиллсон-Пайпер — гитара (1980—2013)

## Дискография

### Студийные альбомы
| Год  | Название                             | Лейбл           |
| ---- | ------------------------------------ | --------------- |
| 1981 | Of Skins and Heart                   | EMI Parlophone  |
| 1981 | The Church                           |                 |
| 1982 | The Blurred Crusade                  | EMI Parlophone  |
| 1983 | Seance                               | EMI Parlophone  |
| 1984 | Remote Luxury                        | EMI Parlophone  |
| 1985 | Heyday                               | EMI Parlophone  |
| 1988 | Starfish                             | Arista Mushroom |
| 1990 | Gold Afternoon Fix                   | Arista          |
| 1992 | Priest=Aura                          | Arista          |
| 1994 | Sometime Anywhere                    | Arista          |
| 1996 | Magician among the Spirits           | Mushroom        |
| 1998 | Hologram of Baal                     | Thirsty Ear     |
| 1998 | Magician Among the Spirits Plus Some | Thirsty Ear     |
| 1999 | A Box of Birds                       | Thirsty Ear     |
| 2001 | After Everything Now This            | Thirsty Ear     |
| 2002 | Parallel Universe                    | Thirsty Ear     |
| 2003 | Forget Yourself                      | Cooking Vinyl   |
| 2004 | Jammed                               |                 |
| 2004 | Beside Yourself                      | Cooking Vinyl   |
| 2004 | El Momento Descuidado                | Cooking Vinyl   |
| 2005 | Back with Two Beasts                 |                 |
| 2006 | Uninvited, Like the Clouds           | Cooking Vinyl   |
| 2007 | El Momento Siguiente                 |                 |
| 2009 | Untitled #23                         | Second Motion   |
| 2014 | Further/Deeper                       |                 |